# ایزاک گارزا گارزا
ایزاک گارزا گارزا (به اسپانیایی: Isaac Garza Garza) (زاده ۳ ژوئن ۱۸۵۳ - درگذشته ۱ مه ۱۹۳۳) صنعت‌گر، بازرگان و کارآفرین مکزیکی بود، که در سال ۱۸۹۰ کارخانه آبجوسازی آلفا را تأسیس کرد.
کارخانه‌ای که گارزا بنیان نهاد، بعدها پایه‌های شرکت آلفا مکزیک گردید، که در سال ۱۹۷۴ توسط خانواده گارزا راه‌اندازی شد. این شرکت هم‌اکنون به‌عنوان یکی از بزرگترین شرکت‌های خوشه‌ای مکزیک شناخته می‌شود.